# Philipp zu Stolberg-Wernigerode
Philipp Konstantin Fürst zu Stolberg-Wernigerode (Frankfurt am Main, 8 juni 1967) is sinds 4 december 2001 de 5e vorst en hoofd van de hoogadellijke en ebenbürtige tak Stolberg-Wernigerode uit het Huis Stolberg. Als vorst en hoofd van het huis voert hij het predicaat Doorluchtigheid.

## Biografie
Stolberg-Wernigerode werd geboren als zoon van Christian-Henrich Fürst zu Stolberg-Wernigerode (1922-2001), 4e vorst en hoofd van de tak Stolberg-Wernigerode, en Maria Freiin von Maltzahn (1936), telg uit het geslacht Von Maltzahn. Hij behaalde het diploma bedrijfswetenschappen en is ondernemer. Hij volgde in 2001 zijn vader op als hoofd van deze tak nadat zijn twee oudere broers hun huisrecht opgaven. Hij trouwde in 2001 met Caroine Gräfin von Waldburg zu Wolfegg und Waldsee (1971), televisiejournaliste, met wie hij geen kinderen kreeg. Hij trouwde in 2008 met Leonille Gräfin Douglas (1971) met wie hij drie kinderen kreeg, onder wie de Erbprinz Carl (2010). Zijn broers, als zonen van de vorst, en kinderen voeren de titels van prins(es), de overige telgen de titel van graaf/gravin.
Als hoofd van de tak Stolberg-Wernigerode voert hij ook de titels Graf zu Königstein, Rochefort, Wernigerode en Hohenstein, Herr zu Eppstein, Münzeberg, Breuberg, Agimont, Lohra en Clettenberg. Hij bewoont met zijn gezin het jachthuis van Luisenlust in Hirzenhain, waarvan zijn moeder het Hofgut bewoont.